# Tiaclopride
O tiaclopride começou a ser desenvolvido no início dos anos 80 e teve como molécula base o imidaclopride.
Este composto apresenta grande actividade insecticida, porém como todos os neonicotinoides, é extremamente prejudicial para insetos polinizadores, especialmente para as abelhas.1 O tiaclopride é um insecticida de contacto e combina baixas doses administradas com grande eficácia. Ele é comercializado em todo o mundo para aplicação foliar sob os nomes comerciais Calypso®, Bariard® e Alanto®. Pertence à classe dos neonicotinoides de 2ª geração.

## Aplicações
Útil em horticultura e em modernos sistemas de protecção de culturas
Activo contra afídeos e moscas brancas mas também contra besouros, picadores de folhas e Cydia pomonella.

## Mecanismo de acção
Actua selectivamente no sistema nervoso dos insectos, como agonista dos receptores nicotínicos da acetilcolina (nAChR). Não apresenta resistência cruzada.